# دامروو
دامروو (به آلمانی: Damerow) یک منطقهٔ مسکونی در آلمان است که در Rollwitz واقع شده‌است. دامروو ۱۳۵ نفر جمعیت دارد.